# Moederkerk (George)

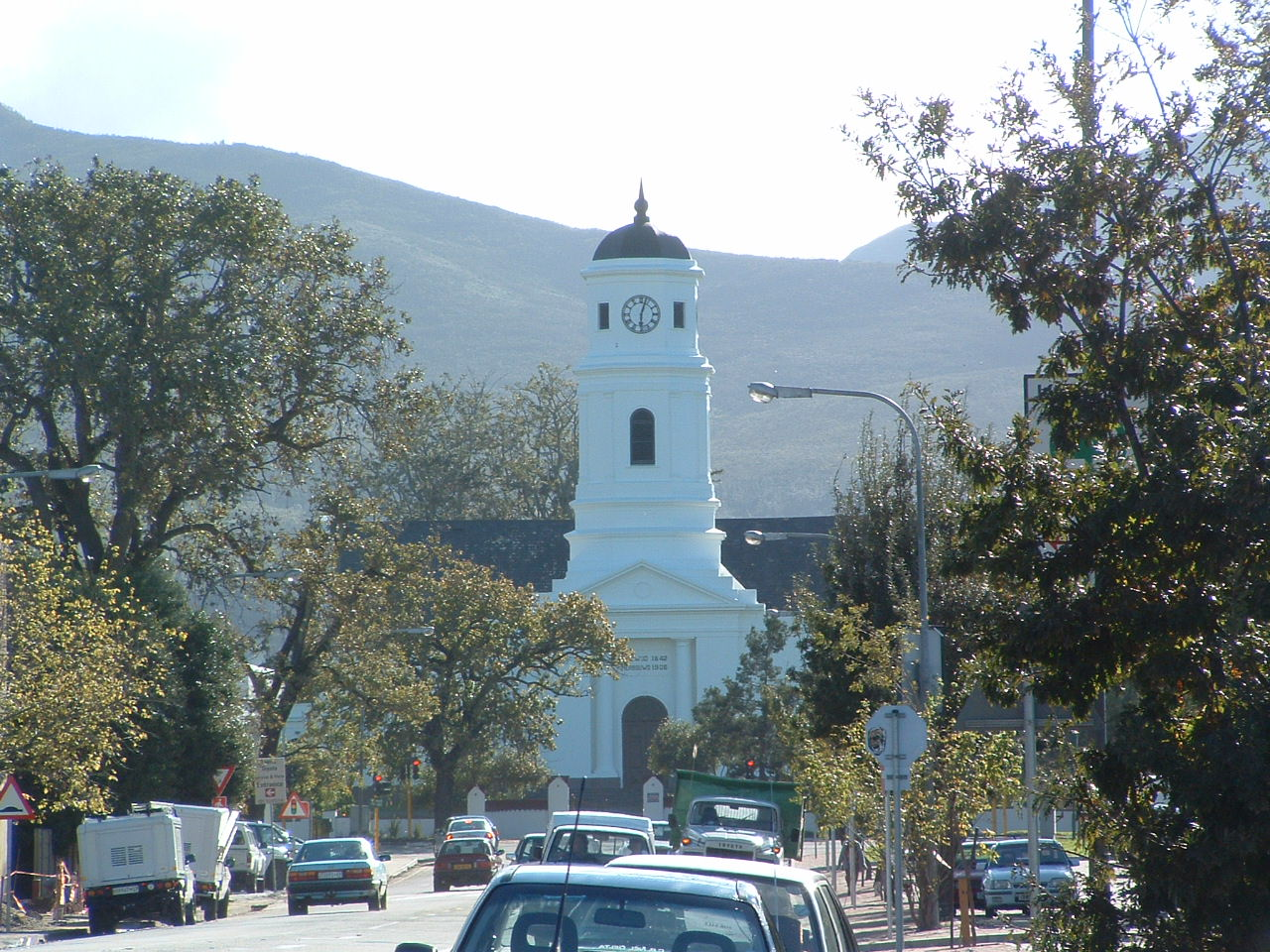
Die niederländisch-reformierte Kirche

Die Moederkerk ist die niederländisch-reformierte Kirche der südafrikanischen Stadt George. Sie wurde in den Jahren 1830 bis 1842 im kapholländischen Stil errichtet.
In den folgenden Jahren erfuhr der Bau mehrere Veränderungen. Der blanke Erdboden wurde 1873 durch einen Dielenboden ersetzt und 1880 das Reetdach durch Schieferschindeln. 1904 wurden an der Ost- und an der Westseite Emporen eingezogen.
Der Glockenturm der Kirche stürzte 1905 vollständig ein und wurde im Jahr darauf wieder errichtet. Beim Neubau wurde er mit einer Uhr ausgestattet.
Koordinaten: 33° 57′ 22,3″ S, 22° 27′ 47,3″ O